# Scythropochroa nigricalcar
Scythropochroa nigricalcar är en tvåvingeart som beskrevs av Edwards 1933. Scythropochroa nigricalcar ingår i släktet Scythropochroa och familjen sorgmyggor. Inga underarter finns listade i Catalogue of Life.